# Xã Sand Creek, Quận Beadle, Nam Dakota
Xã Sand Creek (tiếng Anh: Sand Creek Township) là một xã thuộc quận Beadle, tiểu bang Nam Dakota, Hoa Kỳ. Năm 2010, dân số của xã này là 26 người.